# اچ‌ام‌اس هارویچ (۱۷۴۳)
اچ‌ام‌اس هارویچ (۱۷۴۳) (به انگلیسی: HMS Harwich (1743)) یک کشتی بود که طول آن ۱۴۰ فوت (۴۲٫۷ متر) بود. این کشتی در سال ۱۷۴۳ ساخته شد.